# Allan Quatermain and the Temple of Skulls
Pour plus de détails, voir Fiche technique et Distribution.
Allan Quatermain and the Temple of Skulls (en français : Allan Quatermain et le Temple des crânes) est un film américain réalisé par Mark Atkins, sorti en 2008. Il a été créé par The Asylum. Le film suit les aventures de l’explorateur Allan Quatermain. Il a été entièrement tourné en Afrique du Sud. Il est sorti directement en DVD.
Le film est un mockbuster d'Indiana Jones et le Royaume du crâne de cristal. Bien que le film contienne des éléments similaires, le film lui-même est une adaptation libre du roman Les Mines du roi Salomon (1885) de Henry Rider Haggard,

## Synopsis
L’aventurier Allan Quatermain a été recruté pour diriger une expédition américano-britannique à la recherche d’un trésor légendaire au plus profond de l’Afrique inexplorée. Tout au long du film, Allan Quatermain doit éviter les dangers cachés, les indigènes violents et autres pièges invisibles lors de leur quête du trésor du Temple des Crânes, voyager en train, sur la rivière et dans les airs pour atteindre son but, tout en étant poursuivi par des chercheurs de trésors rivaux et des indigènes hostiles qui souhaitent saboter son expédition.

## Distribution
Acteurs principaux :
- Sean Cameron Michael : Allan Quatermain
- Christopher Adamson : Hartford
- Natalie Stone : Lady Anna
- Daniel Bonjour : Sir Henry
- Wittly Jourdan : Umbopa